# Осипкино
Осипкино (мар. Осипсола) — деревня в Горномарийском районе Марий Эл Российской Федерации. Входит в состав Виловатовского сельского поселения.
Численность населения — 31 чел. (2010 год).

## География
Располагается в 1,5 км от административного центра сельского поселения — села Виловатово.

## История
Впервые упоминается как околодок в 1859 году. Поселение было основано жителями деревни Виловатово и считалось её составной частью.

## Население
| 2002 | 2010 |
| ---- | ---- |
| 32   | ↘31  |